# Associazione Calcio Novara 1972-1973
Questa voce raccoglie le informazioni riguardanti l'Associazione Calcio Novara nelle competizioni ufficiali della stagione 1972-1973.

## Rosa
| N. |                   | Ruolo | Calciatore        |
| -- | ----------------- | ----- | ----------------- |
|    | Italia (bandiera) | A     | Pietro Baisi      |
|    | Italia (bandiera) | D     | Eddo Carlet       |
|    | Italia (bandiera) | C     | Franco Carrera    |
|    | Italia (bandiera) | C     | Umberto Depetrini |
|    | Italia (bandiera) | A     | Fabio Enzo        |
|    | Italia (bandiera) | A     | Renato Gavinelli  |
|    | Italia (bandiera) | C     | Luigi Giannini    |
|    | Italia (bandiera) | A     | Rolando Marchetti |
|    | Italia (bandiera) | A     | Urano Navarrini   |

| N. |                   | Ruolo | Calciatore          |
| -- | ----------------- | ----- | ------------------- |
|    | Italia (bandiera) | P     | Zelico Petrovic     |
|    | Italia (bandiera) | P     | Gian Nicola Pinotti |
|    | Italia (bandiera) | C     | Mariano Riva        |
|    | Italia (bandiera) | D     | Giovanni Udovicich  |
|    | Italia (bandiera) | D     | Gianfranco Vegliach |
|    | Italia (bandiera) | D     | Antonio Veschetti   |
|    | Italia (bandiera) | D     | Alberto Vivian      |
|    | Italia (bandiera) | C     | Renato Zaccarelli   |
|    | Italia (bandiera) | D     | Benito Zanutto      |

## Risultati

### Serie B

#### Girone di andata
| 17 settembre 1972 1ª giornata | Novara | 0 – 0 | Mantova |  |

| 24 settembre 1972 2ª giornata | Brindisi | 3 – 0 | Novara |  |

| 1º ottobre 1972 3ª giornata | Novara | 2 – 2 | Varese |  |

| 8 ottobre 1972 4ª giornata | Perugia | 2 – 0 | Novara |  |

| 15 ottobre 1972 5ª giornata | Novara | 1 – 0 | Catanzaro |  |

| 22 ottobre 1972 6ª giornata | Catania | 1 – 0 | Novara |  |

| 29 ottobre 1972 7ª giornata | Genoa | 1 – 0 | Novara |  |

| 5 novembre 1972 8ª giornata | Novara | 2 – 0 | Arezzo |  |

| 12 novembre 1972 9ª giornata | Reggina | 0 – 0 | Novara |  |

| 19 novembre 1972 10ª giornata | Novara | 1 – 0 | Brescia |  |

| 26 novembre 1972 11ª giornata | Bari | 1 – 0 | Novara |  |

| 3 dicembre 1972 12ª giornata | Novara | 0 – 1 | Lecco |  |

| 10 dicembre 1972 13ª giornata | Novara | 1 – 0 | Reggiana |  |

| 17 dicembre 1972 14ª giornata | Monza | 3 – 3 | Novara |  |

| 24 dicembre 1972 15ª giornata | Novara | 2 – 1 | Como |  |

| 30 dicembre 1972 16ª giornata | Ascoli | 0 – 0 | Novara |  |

| 7 gennaio 1973 17ª giornata | Foggia | 3 – 1 | Novara |  |

| 14 gennaio 1973 18ª giornata | Novara | 3 – 0 | Taranto |  |

| 21 gennaio 1973 19ª giornata | Cesena | 0 – 0 | Novara |  |

#### Girone di ritorno
| 4 febbraio 1973 20ª giornata | Mantova | 1 – 0 | Novara |  |

| 11 febbraio 1973 21ª giornata | Novara | 0 – 0 | Brindisi |  |

| 18 febbraio 1973 22ª giornata | Varese | 0 – 0 | Novara |  |

| 25 febbraio 1973 23ª giornata | Novara | 4 – 2 | Perugia |  |

| 4 marzo 1973 24ª giornata | Catanzaro | 1 – 1 | Novara |  |

| 11 marzo 1973 25ª giornata | Novara | 0 – 0 | Catania |  |

| 18 marzo 1973 26ª giornata | Novara | 1 – 2 | Genoa |  |

| 1º aprile 1973 27ª giornata | Arezzo | 1 – 1 | Novara |  |

| 8 aprile 1973 28ª giornata | Novara | 1 – 0 | Reggina |  |

| 15 aprile 1973 29ª giornata | Brescia | 2 – 0 | Novara |  |

| 22 aprile 1973 30ª giornata | Novara | 1 – 0 | Bari |  |

| 29 aprile 1973 31ª giornata | Lecco | 0 – 1 | Novara |  |

| 6 maggio 1973 32ª giornata | Reggiana | 1 – 0 | Novara |  |

| 13 maggio 1973 33ª giornata | Novara | 5 – 3 | Monza |  |

| 20 maggio 1973 34ª giornata | Como | 0 – 1 | Novara |  |

| 25 maggio 1973 35ª giornata | Novara | 1 – 3 | Ascoli |  |

| 3 giugno 1973 36ª giornata | Novara | 1 – 1 | Foggia |  |

| 10 giugno 1973 37ª giornata | Taranto | 2 – 1 | Novara |  |

| 17 giugno 1973 38ª giornata | Novara | 2 – 0 | Cesena |  |

### Coppa Italia

#### Primo turno
| 1ª giornata |  | – Turno di riposo |  |  |

| Arbitro: | Serafino (Roma) |

|  |           |                     |
|  | Marcatori | 90+1’ (rig.) Causio |

| Arbitro: | Vannucchi (Bologna) |

|                                |           |          |
| Calloni 49’ (rig.) La Rosa 61’ | Marcatori | 90’ Enzo |

| Arbitro: | Reggiani (Bologna) |

|                    |           |  |
| Enzo 52’ Baisi 88’ | Marcatori |  |

| Verona 10 settembre 1972, ore 17:00 CEST 5ª giornata | Verona          | 0 – 0 referto | Novara | Stadio Marcantonio Bentegodi\| Arbitro: \| Schena (Foggia) \| |
| Arbitro:                                             | Schena (Foggia) |               |        |                                                               |

## Statistiche

### Statistiche di squadra
| Competizione | Punti | In casa | In casa | In casa | In casa | In casa | In casa | In trasferta | In trasferta | In trasferta | In trasferta | In trasferta | In trasferta | Totale | Totale | Totale | Totale | Totale | Totale | DR |
| Competizione | Punti | G       | V       | N       | P       | Gf      | Gs      | G            | V            | N            | P            | Gf           | Gs           | G      | V      | N      | P      | Gf     | Gs     | DR |
| ------------ | ----- | ------- | ------- | ------- | ------- | ------- | ------- | ------------ | ------------ | ------------ | ------------ | ------------ | ------------ | ------ | ------ | ------ | ------ | ------ | ------ | -- |
| Serie B      | 38    | 19      | 11      | 5       | 3       | 28      | 15      | 19           | 2            | 7            | 10           | 9            | 22           | 38     | 13     | 12     | 13     | 37     | 37     | 0  |
| Coppa Italia | 3     | 2       | 1       | 0       | 1       | 2       | 1       | 2            | 0            | 1            | 1            | 1            | 2            | 4      | 1      | 1      | 2      | 3      | 3      | 0  |
| Totale       |       | 21      | 12      | 5       | 4       | 30      | 16      | 21           | 2            | 8            | 11           | 10           | 24           | 42     | 14     | 13     | 15     | 40     | 40     | 0  |

### Statistiche dei giocatori
| Giocatore     | Serie B  | Serie B | Coppa Italia | Coppa Italia | Totale   | Totale |
| Giocatore     | Presenze | Reti    | Presenze     | Reti         | Presenze | Reti   |
| ------------- | -------- | ------- | ------------ | ------------ | -------- | ------ |
| P. Baisi      | 31       | 5       | 4            | 1            | 35       | 6      |
| E. Carlet     | 3        | 0       | -            | -            | 3        | 0      |
| F. Carrera    | 31       | 2       | 4            | 0            | 35       | 2      |
| U. Depetrini  | 29       | 0       | -            | -            | 29       | 0      |
| F. Enzo       | 32       | 15      | 3            | 2            | 35       | 17     |
| R. Gavinelli  | 28       | 4       | 4            | 0            | 32       | 4      |
| L. Giannini   | 30       | 0       | 3            | 0            | 33       | 0      |
| R. Marchetti  | 17       | 1       | 4            | 0            | 21       | 1      |
| U. Navarrini  | 23       | 1       | 3            | 0            | 26       | 1      |
| Z. Petrovic   | 10       | -10     | -            | -            | 10       | -10    |
| G. Pinotti    | 29       | -27     | 4            | -3           | 33       | -30    |
| M. Riva       | 34       | 3       | 3            | 0            | 37       | 3      |
| O. Rolfo      | -        | -       | 1            | 0            | 1        | 0      |
| G. Udovicich  | 31       | 0       | 4            | 0            | 35       | 0      |
| G. Vegliach   | 3        | 0       | 3            | 0            | 6        | 0      |
| A. Veschetti  | 32       | 2       | 4            | 0            | 36       | 2      |
| A. Vivian     | 32       | 1       | 4            | 0            | 36       | 1      |
| R. Zaccarelli | 35       | 1       | 3            | 0            | 38       | 1      |
| B. Zanutto    | 25       | 0       | -            | -            | 25       | 0      |